# Station Carrick-on-Shannon
Station Carrick-on-Shannon is een spoorwegstation bij Carrick-on-Shannon, de hoofdstad van het Ierse graafschap Leitrim. Het station ligt aan de lijn Dublin - Sligo. Volgens de dienstregeling van 2015 gaan er dagelijks zeven treinen in beide richtingen.